# Großenhain
Großenhain je velké okresní město v německé spolkové zemi Sasko. Nachází se v zemském okrese Míšeň a má přibližně 18 tisíc obyvatel.

## Historie
První písemná zmínka pochází z roku 1205, kdy je město zmiňováno jako Hayn. Od roku 1952 bylo okresním městem stejnojmenného zemského okresu, od roku 2008 je velkým okresním městem začleněným do zemského okresu Míšeň.

## Přírodní poměry
Město Großenhain leží asi 30 kilometrů severozápadně od Drážďan. Území města je výškově málo členité a nepříliš zalesněné. Nejvýznamnějším vodním tokem je Große Röder. Městem procházejí železniční trati Berlín–Drážďany (tzv. Berlínské nádraží není v provozu) a Großenhain-Cottbus s tzv. Cottbuským nádražím.

## Správní členění
Großenhain se dělí na 20 místních částí:
- Bauda
- Colmnitz
- Folbern
- Großenhain
- Görzig
- Krauschütz
- Nasseböhla
- Rostig
- Skassa
- Skaup
- Skäßchen
- Strauch
- Stroga
- Treugeböhla
- Uebigau
- Walda-Kleinthiemig
- Weßnitz
- Wildenhain
- Zabeltitz
- Zschauitz

## Pamětihodnosti
- novorenesanční radnice z roku 1876
- barokní evangelický kostel Panny Marie z let 1746 až 1748
- bývalý klášter
- Zschilleho vila